# SN 2007km
SN 2007km – supernowa typu Ia odkryta 4 września 2007 roku w galaktyce A024820-0017. W momencie odkrycia miała maksymalną jasność 21,10m.